# Nationalliga A (Eishockey) 1944/45
Die Saison 1944/1945 war die siebte reguläre Austragung der Nationalliga A, der höchsten Schweizer Spielklasse im Eishockey. Der HC Davos wurde nach sechs Spieltagen Schweizer Meister, während der Grasshopper-Club in die zweite Liga abstieg.

## Modus
Jede der sieben Mannschaften spielte einmal gegen jeden Gruppengegner, wodurch die Gesamtanzahl der Spiele pro Mannschaft sechs betrug. Meister wurde der Gewinner der Hauptrunde. Der Tabellenletzte musste gegen den besten Zweitligisten in einem Relegationsspiel um den Klassenerhalt antreten. Für einen Sieg erhielt jede Mannschaft zwei Punkte, bei einem Unentschieden einen Punkt. Bei einer Niederlage erhielt man keine Punkte.

## Abschlusstabelle
| Pl. | Team                | Sp. | S | U | N | Tore  | Pkt. |
| --- | ------------------- | --- | - | - | - | ----- | ---- |
| 1.  | HC Davos            | 6   | 6 | 0 | 0 | 44:5  | 12   |
| 2.  | Zürcher SC          | 6   | 4 | 1 | 1 | 36:9  | 9    |
| 3.  | Montchoisi Lausanne | 6   | 4 | 1 | 1 | 16:13 | 9    |
| 4.  | EHC Arosa           | 6   | 3 | 0 | 3 | 21:19 | 6    |
| 5.  | SC Bern             | 6   | 1 | 1 | 4 | 7:34  | 3    |
| 6.  | EHC Basel-Rotweiss  | 6   | 0 | 2 | 4 | 5:24  | 2    |
| 7.  | Grasshopper-Club    | 6   | 0 | 1 | 5 | 10:35 | 1    |

Der HC Davos dominierte die Liga mit sechs Siegen in sechs Spielen bei einem Torverhältnis von 44:5 und gewann damit den 17. Schweizer Meistertitel der Vereinsgeschichte.

## Relegation
- Grasshopper-Club – Young Sprinters Neuchâtel 1:7

Der zuvor während der gesamten Saison sieglose Grasshopper-Club unterlag im Relegationsspiel gegen die Young Sprinters deutlich mit 1:7 und stieg in die zweite Liga ab, während die Young Sprinters erstmals in ihrer Vereinsgeschichte in die Nationalliga A aufstiegen.